# 森普爾諾縣

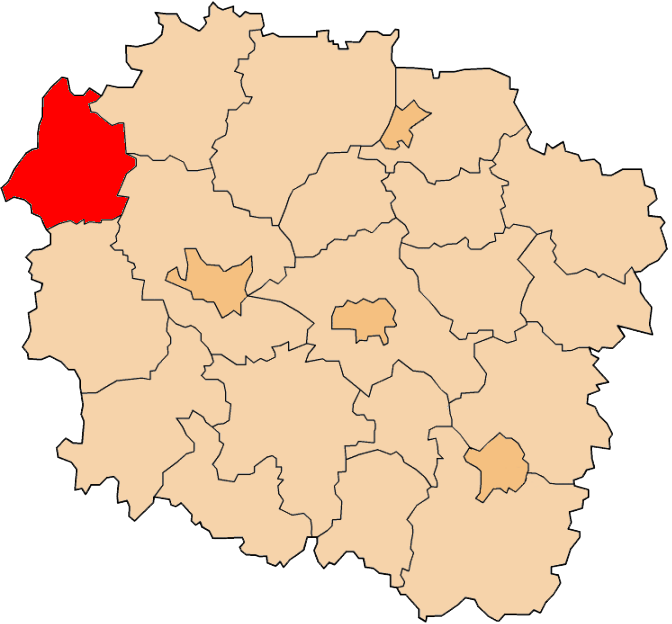

53°27′0″N 17°31′48″E / 53.45000°N 17.53000°E
森普爾諾縣（波蘭語：Powiat sępoleński），是波蘭的縣份，位於該國中北部，由庫亞維-波美拉尼亞省負責管轄，首府設於森普爾諾-克拉延斯凱，面積791平方公里，2006年人口40,880，人口密度每平方公里52人。